# Dezoksiuridin
Dezoksiuridin je hemijsko jedinjenje, pirimidinski nukleozid. On je sličan po hemijskoj strukturi sa uridinom. On ne sadrži 2'-hidroksilnu grupu.
Idoksuridin i Trifluridin su varijante dezoksiuridina koje se koriste kao antiviralni lekovi. Oni su dovoljno slični da bi bili inkorporisani u DNK tokom replikacije, ali oni sadrže R grupe na uracilnog komponenti (jod i CF3 grupu, respektivno), koje sprečavaju uparivanje baza.

## Literatura
- Даринка Кораћевић; Гордана Бјелаковић; Видосава Ђорђевић. Биохемија. савремена администрација. ISBN 978-86-387-0622-8.

## Spoljašnje veze
- Deoxyuridine на 